# Barycnemis exhaustator
Barycnemis exhaustator là một loài tò vò trong họ Ichneumonidae.